# Кременицкий, Виктор Александрович
Виктор Александрович Кременицкий (1 января 1916, село Шуклино, Курская губерния — 1 октября 1994, Житомир) — советский государственный и партийный деятель, участник партизанского движения в период Великой Отечественной войны 1941—1945 годов, председатель Житомирского облисполкома в 1955—1982 годах. Депутат Верховного Совета СССР 3—10-го созывов. Член ЦК КПУ (1952—1954), кандидат в члены ЦК КПУ (1960—1981).

## Биография
Родился 1 января 1916 года в селе Шуклино (ныне — Фатежского района Курской области) в многодетной крестьянской семье.
В 1929 году переехал в Запорожье, где учился на рабочем факультете. В свободное от учёбы время подрабатывал на строительстве Днепрогэса и завода «Запорожсталь». По окончании рабфака учился в Одесском педагогическом институте. С 1936 года работал учителем в Дальневосточном крае, в 1937—1939 годах — заведующим учебной частью школы в Ленинградской области.
В 1939 году был призван в Красную армию и по окончании курсов младших лейтенантов в ноябре того же года принимал участие в боевых действиях на финском фронте — командовал ротой в 49-й стрелковой дивизии. При прорыве линии Маннергейма был тяжело ранен, а после лечения вновь вернулся в строй. Член ВКП(б) с 1940 года.
Участник Великой Отечественной войны. С июля 1941 года — партизан отряда капитана Мокроусова в Крыму. В январе 1942 года этот отряд вошёл в состав партизанского соединения под командованием дважды Героя Советского Союза А. Ф. Фёдорова. Служил старшиной, начальником штаба, комиссаром отряда, а с 1943 года — комиссар и командир сформированной на базе соединения Польской партизанской бригады имени Ванды Василевской. С марта по август 1944 года бригада вела боевые действия на территории Польши. В этих боях был дважды ранен. После соединения с частями Советской Армии Польскую бригаду в 1944 году расформировали.
В 1944 году заведовал Александровским районным отделом народного образования Сталинской области, в 1944—1946 годах — председатель исполнительного комитета Александровского районного совета депутатов трудящихся Сталинской области, в 1946—1948 годах — 1-й секретарь Александровского районного комитета КП(б)У Сталинской области.
В 1948 году заведовал отделом школ Сталинского областного комитета КП(б)У, с ноября 1948 по август 1950 года — Сталинским областным отделом народного образования.
С августа 1950 по март 1954 года — председатель исполнительного комитета Сталинского областного совета депутатов трудящихся.
В 1954—1955 годах — заместитель, 1-й заместитель председателя исполнительного комитета Житомирского областного совета депутатов трудящихся.
С 1955 по январь 1963 года — председатель исполнительного комитета Житомирского областного совета депутатов трудящихся. С января 1963 по декабрь 1964 — председатель исполнительного комитета Житомирского промышленного областного совета депутатов трудящихся. С декабря 1964 по февраль 1982 года — председатель исполнительного комитета Житомирского областного совета народных депутатов.
За достижение значительных успехов в хозяйственном и культурном строительстве Житомирская область была награждена высшей наградой СССР — орденом Ленина.
Избирался депутатом Верховного Совета Украинской ССР на протяжении восьми созывов с 1951 по 1985 год. В 1951—1955 годах избирался заместителем Председателя Верховного Совета УССР, 20 лет возглавлял планово-бюджетную комиссию Верховного Совета УССР.
С 1982 года — на пенсии, жил в Житомире. Скончался 1 октября 1994 года, похоронен в Житомире.

## Награды
За выдающиеся отличия при командовании партизанской бригадой имени Ванды Василевской и за проявленные личное мужество и героизм в боях с немецко-фашистскими захватчиками за освобождение Польши Главное Командование Армии Людовой наградило В. А. Кременицкого орденом «Крест Грюнвальда» 2-го класса и удостоило его звания Почётного гражданина города Замосць Люблинского воеводства.
Также награждён орденом Ленина, двумя орденами Красного Знамени, тремя орденами Трудового Красного Знамени, орденами Отечественной войны I и II степеней, многими медалями, в числе которых медаль «Партизану Отечественной войны» 1-й степени.